# Céphisodote l'Ancien
Pour les articles homonymes, voir Céphisodote.

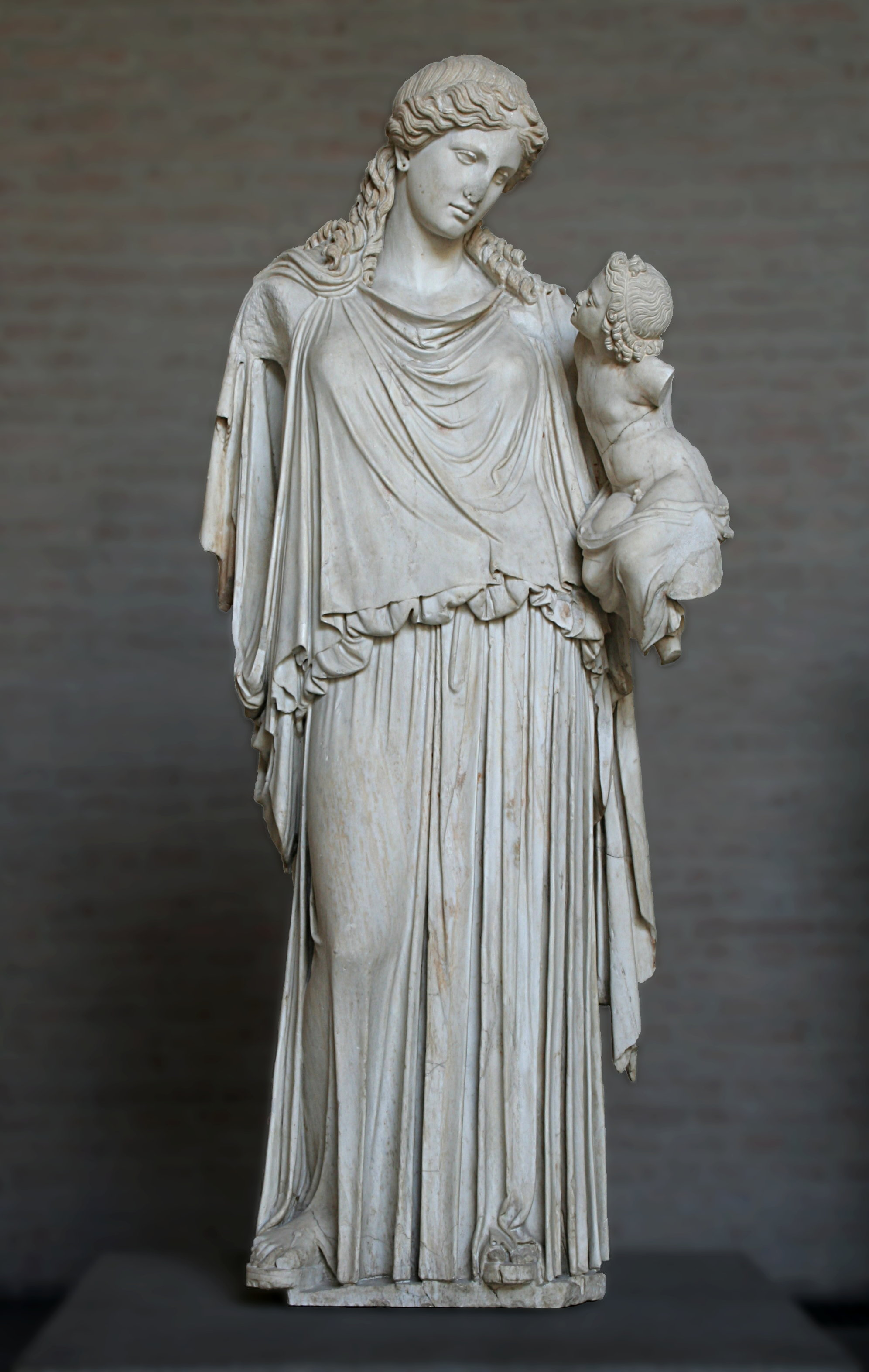
Eiréné portant Ploutos, glyptothèque de Munich (Inv. 219).

Céphisodote l'Ancien est un sculpteur athénien du début du IVe siècle av. J.-C. (v. 400-370 av. J.-C.).

## Biographie
Sa vie est très mal connue. Il est habituellement considéré comme le père de Praxitèle, bien que la filiation ne puisse être établie avec certitude : Praxitèle ne cite pas le nom de son père dans ses signatures, et son apogée, que Pline l'Ancien situe lors de la 102e olympiade (c'est-à-dire 372-369 av. J.-C.), paraît bien proche de celui de son fils. Le fait que le fils de Praxitèle s'appelle également Céphisodote tend toutefois à corroborer la filiation : l'usage grec est que le fils aîné porte le nom de son grand-père paternel. Il est également possible que Céphisodote soit non pas le père, mais le beau-père de Praxitèle. Enfin, on sait que sa sœur a été la première épouse du stratège Phocion.
Il semble d'après les textes anciens que sa sphère d'activité ait été relativement limitée, centrée sur l'Attique.

## Œuvres
Son œuvre la plus connue est une Eiréné portant Ploutos (c'est-à-dire la Paix portant la Richesse), qui correspond certainement à une commande à l'occasion de l'un des deux congrès panhellénique pour la paix, dont le premier a lieu en 374 av. J.-C. et le second en 371 av. J.-C. Pausanias la voit installée sur l'agora d'Athènes pendant sa visite de la ville Elle a été reconnue en 1839 dans une statue romaine qui a figuré dans les collections Albani avant de rejoindre la glyptothèque de Munich. Une autre copie, peut-être plus fidèle, a été trouvée à Cumes en Grande Grèce ; elle est aujourd'hui conservée au musée archéologique de Naples.
Céphisodote est également l'auteur d'un groupe de « Mercure nourrissant Dionysos petit », sujet qui se rapproche étrangement de l’Hermès portant Dionysos enfant trouvé à Olympie, et dont l'attribution à Praxitèle est très disputée.
Les textes anciens attribuent à Céphisodote d'autres œuvres dont il n'est pas bien certain qu'il s'agisse du grand-père ou du petit-fils :
- un groupe de Muses sur le mont Hélicon[11] ;
- une statue d'Athéna au Pirée, à Athènes[12] ;
- une statue de Zeus Sotêros assis sur un trône et une statue d'Artémis Sôteira, pour le sanctuaire de Zeus à Mégalopolis, réalisées conjointement avec le sculpteur Xénophon[13].